# Абвил (окръг, Южна Каролина)
Окръг Абвил (на английски: Abbeville County) е окръг в щата Южна Каролина, Съединени американски щати. Площта му е 1323 km², а населението – 24 295 души (1 април 2020). Административен център е град Абвил.